# Камінь бажань
«Камінь бажань» (тур. Dilek Taşı) — турецький телесеріал 2023 року в жанрі історичної драми та створений компанією Pastel Film. У головних ролях — Саліх Бадемчі, Хазал Субаші, Озан Долунай. Перша серія вийшла в ефір 7 вересня 2023 року. Серіал має 1 сезон. Завершився 20-м епізодом, який вийшов у ефір 24 січня 2024 року.

## Сюжет
У свої тридцять років Мустафа намагається виживати за умов стамбульських нетрів. Головний персонаж тягне на собі дружину Джанан та доньку Кемре. Йому доводиться вкрай непросто, адже необхідно не лише забезпечувати близьких, а й підтримувати життєздатність дружини, яка страждає на невблаганну хворобу. Їй потрібна операція, інакше може бути зовсім пізно…

## Актори та персонажі
| Актор                 | Роль             |
| --------------------- | ---------------- |
| Саліх Бадемчі         | Мустафа Їлмаз    |
| Хазал Субаші          | Фіген Кутлу      |
| Озан Долунай          | Кенан Шанлі      |
| Перихан Саваш         | Масід Рона       |
| Озге Озберк           | Рючхан Рона      |
| Теоман Кумбараджибаші | Арас Рона        |
| Еліф Доган            | Севда Рона       |
| Чічек Діллігіл        | Асуман Кутлу     |
| Енгін Юксель          | Омер Кутлу       |
| Афра Карагоз          | Ебру Кутлу       |
| Лена Наз Калайджи     | Джемре Їлмаз     |
| Омер Топрак Їлмаз     | Сінан Рона       |
| Айхан Бозкурт         |                  |
| Бюлент Кесер          | Ріфат            |
| Мерве Енгін           | Некла            |
| Міне Вурал            | Ферайє           |
| Ахмет Марк Сомерс     | Харун Рона       |
| Кюршат Демір          | Ефкан Болатлі    |
| Шірін Отен            | Еміне Шанлі      |
| Туран Сельчук Єрлікая | Пертев           |
| Фатіх Ал              | Дундар Болатлі   |
| Гюзін Уста            | Сельма Санджаклі |
| Саваш Оздемір         | Кубілай          |
| Окан Селві            | Альпарслан       |
| Джемаль Токташ        | Кемаль Санджаклі |

## Огляд
| Сезон | Епізоди | Епізоди | Оригінальний показ | Оригінальний показ | Оригінальний показ |
| Сезон | Епізоди | Епізоди | Перший показ       | Останній показ     | Мережа             |
| ----- | ------- | ------- | ------------------ | ------------------ | ------------------ |
| 1     | 20      | 20      | 7 вересня 2023     | 24 січня 2024      | Канал D            |

## Рейтинги серій

### Сезон 1 (2023)
| Серія       | Рейтинг (TOTAL) | Рейтинг (AB) | Рейтинг (ABC1) |
| ----------- | --------------- | ------------ | -------------- |
| 1.          | 3.91            | 4.09         | 4.73           |
| 2.          | 4.65            | 5.22         | 5.78           |
| 3.          | 4.32            | 4.19         | 4,95           |
| 4.          | 3.00            | 3.55         | 3,84           |
| 5.          | 2.71            | 2,89         | 3.10           |
| 6.          | 2.80            | 2.69         | 2.78           |
| 7.          | 3.21            | 2.44         | 3.28           |
| 8.          | 2,98            | 2.39         | 2.68           |
| 9.          | 3.03            | 2.81         | 3.31           |
| 10.         | 3.16            | 3.47         | 3.24           |
| 11.         | 3.33            | 2.58         | 3.12           |
| 12.         | 3.22            | 2.30         | 3.35           |
| 13.         | 2.96            | 2.00         | 2.89           |
| 14.         | 3.18            | 2.44         | 2.96           |
| 15.         | 2.82            | 2.12         | 2.49           |
| 16.         | 2.39            | 2.15         | 2.28           |
| 17.         | 3.59            | 3.69         | 3.63           |
| 18.         | 2.53            | 2.05         | 2.38           |
| 19.         | 2.29            | 1.33         | 1.96           |
| 20. (фінал) | 1.95            | 1.46         | 1.93           |

## Нагороди
| Рік  | Премія                       | Категорія                         | Номінант          | Результат |
| ---- | ---------------------------- | --------------------------------- | ----------------- | --------- |
| 2023 | 49. Премія «Золотий метелик» | Найкращий актор                   | Саліх Бадемчі     | Перемога  |
| 2023 | 49. Премія «Золотий метелик» | Найкращий дитячий актор / акторка | Лена Наз Калайджи | Номінація |
| 2023 | 49. Премія «Золотий метелик» | Найкращий сценарій                | Кан Сінан         | Номінація |